# 다변수 함수
수학에서 다변수 함수(多變數函數, 영어: multivariate function)는 둘 이상의 독립 변수를 갖는 함수이다. 보통 다변수 실함수와 다변수 복소함수를 가리킨다.

## 정의
다변수 실함수는 {\displaystyle n}({\displaystyle n\geq 2})개의 실수 독립 변수에 대한 실숫값 함수
{\displaystyle y=f(x_{1},x_{2},\ldots ,x_{n})}
을 뜻한다. 즉, 여기서 {\displaystyle y,x_{1},x_{2},\ldots ,x_{n}\in \mathbb {R} }이며, 모든 실수 {\displaystyle n}중쌍을 유일한 또 다른 실수로 대응시키는 대응 관계이다.
다변수 실함수는 유클리드 공간 {\displaystyle \mathbb {R} ^{n}}(또는 그 부분 집합)을 정의역으로 갖는 실숫값 함수
{\displaystyle f\colon \mathbb {R} ^{n}\to \mathbb {R} }
로서 정의할 수도 있다.
비슷하게, 다변수 복소함수는 다중 복소수 독립 변수에 대한 복소수 값 함수
{\displaystyle w=f(z_{1},z_{2},\ldots ,z_{n})}
를 뜻하며, 복소수 곱공간 {\displaystyle \mathbb {C} ^{n}}(또는 그 부분 집합)을 정의역으로 갖는 복소수 값 함수
{\displaystyle f\colon \mathbb {C} ^{n}\to \mathbb {C} }
로서 정의할 수 있다.

## 같이 보기
- 실해석학
- 복소해석학
- 스칼라장